# Национална демократија Шпаније
Национална демократија (шп. Democracia Nacional, DN) је националистичка политичка странка у Шпанији. Њен председник је Луис Матеос де Вега.
НД је основана 1995. уједињењем три политичке партије: Млади Шпанци (Juntas Españolas), Радикална акција (Accion Radical) и Народни фронт (Front Nationale).
За политичког идеолога узима једног од водећиг фашистичких мислилаца Хосе Антониа Примо де Риверу (Jose Antonio Primo de Rivera), једног од оснивача фаланги. 
У политичком наступу веома се угледа на Швајцарску народну партију и Национал-демократску партију Немачке.
На националним изборима 2004, НД је освојила 15,180 гласова, а 2008. године 12,588 и опет није успела да освоји довољан број гласова како би ушла у парламент.
Но иако није парламентарна странка, НД је веома јака на локалу, где у појединим градовима осваја и до 30% гласова.
Мејнстрим медији је називају ксенофобичном и расистичком странком.